# 蘭斯·戴維斯
蘭斯·戴維斯（英語：Lance Davids，1985年4月11日—）是一名南非足球运动员，目前效力比利时足球甲级联赛的利尔斯。